# Roger Borsa
Pour les articles homonymes, voir Borsa.
Roger dit Borsa (« Bourse »), né autour de 1060, peut-être à Melfi, et mort le 22 février 1111, est un duc normand d'Apulie et de Calabre, de 1085 à 1111. Son règne est marqué par une période d'anarchie féodale.

## Biographie

L'Italie en 1084.

Roger Borsa est le fils de Robert Guiscard, 1er duc d'Apulie et de Calabre, et de sa seconde épouse, la princesse lombarde Sykelgaite de Salerne. Selon John Julius Norwich, l'origine de son surnom viendrait de son habitude de compter et recompter les pièces de monnaie qu'il avait dans sa bourse,(bursa en latin).
À partir de 1081, il participe aux côtés de son père, de ses frères Gui d'Amalfi et Robert Scalio, et de son demi-frère Bohémond de Tarente, à la conquête dans les Balkans des territoires de l'Empire byzantin. Il fut notamment présent lors de la prise de Corfou en 1083.
À la mort de son père en juillet 1085, il hérite de ses possessions et devient duc d'Apulie et de Calabre, écartant Bohémond de l'héritage paternel. Mais Roger n'a pas la poigne de son père et il a beaucoup de mal à faire régner l'ordre et à asseoir son autorité sur les turbulents et belliqueux barons normands. Selon Romuald de Salerne, Roger, attaché à la paix, préférait s'imposer davantage par la douceur que par la crainte. Dès la fin de l'année 1085, Bohémond et ses partisans s'emparent du sud de l'Apulie et prennent Tarente, Otrante et Oria ; Roger est obligé de céder à Bohémond, outre ces trois villes, Gallipoli et toute la région qui s'étend de Conversano à Brindisi.
En 1086, il soutient l'élection du pape Victor III qui reçut de la part des Normands des troupes pour pouvoir entrer dans Rome et officier dans la basilique Saint-Pierre (que les troupes normandes durent forcer). La même année, il se rend dans ses possessions de Sicile et séjourne notamment à Palerme.
La guerre avec Bohémond recommença à la fin de l'année 1087 et, pour des motifs inconnus, les deux frères reprirent les hostilités. Roger fut attaqué à Fragneto, près de Bénévent, par Bohémond qui dut battre en retraite et regagner son fief de Tarente avant de soulever une partie de la Calabre. Roger Borsa dut faire appel à son oncle Roger, comte de Sicile pour réduire la révolte. Roger et Bohémond firent la paix en 1089 mais cette campagne militaire se termina par une nouvelle diminution des possessions du duc d'Apulie qui dut donner à son frère plusieurs villes de Calabre dont Cosenza. Un nouvel accord eut lieu ensuite, par lequel les deux frères échangèrent Cosenza et Bari. En septembre de la même année, le pape Urbain II, soucieux de rétablir la paix entre les Normands du sud de l'Italie, se rendit à Melfi où il tint un synode. Roger se rendit auprès du pape et fut investi du duché d'Apulie et de Calabre. Dans le même temps, profitant de la présence du duc et de nombreux barons, le pape leur fit jurer d'observer la trêve de Dieu.
Au cours de l'hiver 1090–1091, une révolte éclata à Cosenza ; la situation est suffisamment grave pour obliger Roger Borsa à demander une nouvelle fois l'aide de son oncle, le comte de Sicile, ainsi que celle de son frère Bohémond. Assiégée, Cosenza est prise au bout de deux mois et la rébellion sera maîtrisée. L'aide militaire de son oncle coûta à Roger la moitié de Palerme qui faisait encore partie de ses domaines.
En août 1092, il est condamné par le pape à rendre à l'archevêque Alfan de Salerne, certains biens qu'il avait usurpés.
Quelques mois plus tard, une révolte provoquée par certains barons calabrais l'oblige de nouveau à faire appel à son oncle Roger comte de sicile et à son frère Bohémond pour réprimer la rébellion. L'un des barons les plus puissants de Calabre, Guillaume de Grandmesnil, devra fuir à Constantinople en 1093.
En 1096, la riche cité d'Amalfi se soulève contre le joug normand et reprend son indépendance. Les Amalfitains établirent leur propre duc (1096–1100), Marin (Marinus), qui reçut le soutien de l'empereur byzantin Alexis Ier Comnène, ennemi des Normands. Roger fut de nouveau obligé de faire appel à son oncle (qui demanda en échange la moitié de la ville) et à son frère pour tenter de reprendre Amalfi qui fut assiégée (1096). Mais le bruit de la croisade se répandit partout en Italie et de nombreux chevaliers normands, dont Bohémond, abandonnèrent le siège d'Amalfi pour prendre la croix et partir en Terre sainte ; le siège dut être levé et Amalfi resta indépendante.
Lors de la première croisade, Roger accueillera dans ses États en 1097 le duc de Normandie Robert II de Normandie, en partance pour la Terre Sainte puis, fera de même lors du voyage de retour du duc qui séjournera six mois dans le sud de l'Italie, de l'automne 1099 au printemps 1100.
En 1101, il aide le pape Pascal II à s'emparer de Bénévent dont les habitants s'étaient révoltés, tandis qu'en Apulie, il semble que les principaux barons cessent peu-à-peu de reconnaître son autorité ; le puissant comte Henri de Monte Sant'Angelo se rapprocha même de l'Empire byzantin et se mit à dater ses actes des années de règne de l'empereur byzantin Alexis Ier Comnène. En 1105, Roger annexa le comté de Monte Sant'Angelo après avoir réprimé la révolte du comte Guillaume de Monte Sant'Angelo qu'il avait du assiéger en 1104.
Il meurt à l'âge de 50 ans le 22 février 1111, laissant pour héritier un fils encore mineur, Guillaume d'Apulie, et une Italie normande fragilisée, ce qui profitera plus tard au comte Roger II de Sicile, son cousin. Selon Romuald de Salerne, le duc Roger était un homme « beau de corps, illustre par ses mœurs, d'une gloire discrète, courtois, affable, protecteur des églises, humble envers les prêtres du Christ et très respectueux envers les clercs. ». Selon Ferdinand Chalandon, Roger Borsa « n'eut ni les talents militaires, ni le génie politique de son père ; seuls les moines enrichis par ses incessantes libéralités firent son éloge et conservèrent son souvenir : aujourd'hui encore [au début du XXe siècle] on peut entendre les religieux de l'abbaye territoriale de la Sainte Trinité de Cava à l'issue des complies prier pour l'âme du duc Roger, grand bienfaiteur de leur abbaye. ».
Guillaume de Pouille, auteur d'une histoire des Normands d'Italie, lui dédia son œuvre, De Gesta Roberti Wiscardi.

## Union et descendance
En 1092, Roger Borsa avait épousé Adèle de Flandre, fille de Robert le Frison, comte de Flandre, et jeune veuve du roi danois Knut le Saint. De cette union, Roger a au moins trois fils : Louis, qui mourut en bas âge en 1094, Guiscard, et son héritier Guillaume d'Apulie.
D'une concubine il eut un autre fils, Guillaume de Gesualdo.

## Dans les arts
- Roger Borsa est un des personnages du film épique italien Le Prince pirate de Pietro Francisci. Le personnage est incarné par l'acteur italien Sergio Fantoni.
- Roger Borsa est mentionné dans la campagne sicilienne d'Age of Empires II: DE en ce qu'il obtient en héritage les terres italiennes que Bohémond de Tarente considère comme siennes.